# Cyperns självständighetsdag
Cyperns självständighetsdag firas den 1 oktober. Då hålls festivaler vid skolorna, och en stor militärparad i huvudstaden. Cypern blev självständigt från britterna 1960.

### Fotnoter
1. ↑  "Independence day of Cyprus – 1st October". Arkiverad 18 augusti 2009 hämtat från the Wayback Machine.
2. ↑  "August 16, 1960: Cyprus Gains Independence from Britain". Arkiverad 5 juli 2012 hämtat från the Wayback Machine.